# Pablo Rodríguez (calciatore 2001)
Pablo Rodríguez Delgado (Las Palmas de Gran Canaria, 4 agosto 2001) è un calciatore spagnolo, attaccante del Lech Poznań.

## Caratteristiche tecniche
È un attaccante veloce, abile nel dribbling e con fiuto del gol.

## Carriera

### Club

#### Inizi e Real Madrid
Nativo di Las Palmas de Gran Canaria, muove i primi passi nel settore giovanile del Las Palmas all'età di 10 anni, nel 2011. 
Nel 2016 entra a far parte dell’accademia del Real Madrid e viene integrato nella rosa del Real M. Castilla, con cui esordisce in Segunda División B il 25 agosto 2019 nella partita contro il Las Rozas, subentrando all'82º minuto di gioco. Segna il primo gol con il Real Madrid Castilla il 16 ottobre seguente, contro il San Sebastián de los Reyes, dopo essere entrato in campo al 76º minuto di gioco. In stagione ottiene 11 presenze e 2 gol. Con il Real Madrid si aggiudica la UEFA Youth League 2019-2020, contribuendo al successo con un gol nella finale contro il Benfica vinta per 3-2.

#### Lecce e vari prestiti
Il 30 settembre 2020 si trasferisce al Lecce, in Serie B. Anche a causa di alcuni problemi di salute, avendo contratto il COVID-19, scende in campo non prima del 27 dicembre 2020, quando esordisce al Via del mare contro il Vicenza, rilevando Mariusz Stępiński nel secondo tempo della partita e segnando poi il gol decisivo per la vittoria dei salentini. Nelle successive partite va in gol con regolarità, arrivando a 5 segnature fino alla metà di febbraio, per poi chiudere la stagione con 6 reti. Nella stagione seguente colleziona più presenze, ma per lo più da subentrante: marca 2 reti nel campionato vinto dai salentini, che si aggiudicano la Coppa Nexus e ottengono la promozione in Serie A. Il 5 settembre 2022 debutta in Serie A, nella sconfitta esterna del Lecce contro il Torino (1-0).
Avendo messo a referto solo 4 presenze in Serie A con il Lecce, il 20 gennaio 2023 viene ceduto al Brescia, in Serie B, a titolo temporaneo. Esordisce due giorni dopo, aprendo le marcature nella partita persa per 1-3 in casa contro il Frosinone. Realizza 3 gol in 17 presenze nell'annata chiusa con la retrocessione dei lombardi dopo il play-out.
Rientrato dal prestito ai lombardi, il 10 agosto 2023 rinnova il proprio contatto con i giallorossi e viene ceduto in prestito per l'intera stagione all'Ascoli. Il 29 agosto seguente segna la sua prima rete con i marchigliani nel successo per 3-0 sulla Feralpisalò.
Rientrato al Lecce, il 2 agosto 2024 si trasferisce in prestito annuale al Racing Santander. Debutta con i cantabrici il 18 agosto, nel pareggio casalingo contro l'Almería (2-2).

#### Lech Poznań
Il 18 luglio 2025 viene ceduto a titolo definitivo al Lech Poznań.

## Statistiche

### Presenze e reti nei club
Statistiche aggiornate al 18 luglio 2025.
| Stagione        | Squadra          | Campionato      | Campionato | Campionato | Coppe nazionali | Coppe nazionali | Coppe nazionali | Coppe continentali | Coppe continentali | Coppe continentali | Altre coppe | Altre coppe | Altre coppe | Totale | Totale | Totale |
| Stagione        | Squadra          | Comp            | Pres       | Reti       | Comp            | Pres            | Reti            | Comp               | Pres               | Reti               | Comp        | Pres        | Reti        | Pres   | Reti   |        |
| --------------- | ---------------- | --------------- | ---------- | ---------- | --------------- | --------------- | --------------- | ------------------ | ------------------ | ------------------ | ----------- | ----------- | ----------- | ------ | ------ | ------ |
| 2019-2020       | Real M. Castilla | SDB             | 11         | 2          | -               | -               | -               | -                  | -                  | -                  | -           | -           | -           | 11     | 2      |        |
| 2020-2021       | Lecce            | B               | 19+1       | 6          | CI              | 0               | 0               | -                  | -                  | -                  | -           | -           | -           | 20     | 6      |        |
| 2021-2022       | Lecce            | B               | 25         | 2          | CI              | 2               | 0               | -                  | -                  | -                  | -           | -           | -           | 27     | 2      |        |
| 2022-gen. 2023  | Lecce            | A               | 4          | 0          | CI              | 0               | 0               | -                  | -                  | -                  | -           | -           | -           | 3      | 0      |        |
| Totale Lecce    | Totale Lecce     | Totale Lecce    | 48+1       | 8          |                 | 2               | 0               |                    | -                  | -                  |             | -           | -           | 51     | 8      |        |
| gen.-giu. 2023  | Brescia          | B               | 15+2       | 3          | CI              | -               | -               | -                  | -                  | -                  | -           | -           | -           | 17     | 3      |        |
| 2023-2024       | Ascoli           | B               | 37         | 4          | CI              | 1               | 0               | -                  | -                  | -                  | -           | -           | -           | 38     | 4      |        |
| 2024-2025       | Racing Santander | SD              | 34+1       | 7          | CR              | 3               | 0               | -                  | -                  | -                  | -           | -           | -           | 38     | 7      |        |
| Totale carriera | Totale carriera  | Totale carriera | 149        | 24         |                 | 6               | 0               |                    | -                  | -                  |             | -           | -           | 155    | 24     |        |

## Palmarès

### Club

#### Competizioni giovanili
- UEFA Youth League: 1

Real Madrid: 2019-2020

#### Competizioni nazionali
- Campionato italiano di Serie B: 1

Lecce : 2021-2022